# Riofrío de Aliste
Riofrío de Aliste is een gemeente in de Spaanse provincie Zamora in de regio Castilië en León met een oppervlakte van 111,70 km². Riofrío de Aliste telt 739 inwoners (1 januari 2016).